# Plesiobalaenoptera
Plesiobalaenoptera es un género extinto de rorcual que vivió en Italia y Chile a finales de la época del Mioceno y Plioceno.

## Descripción

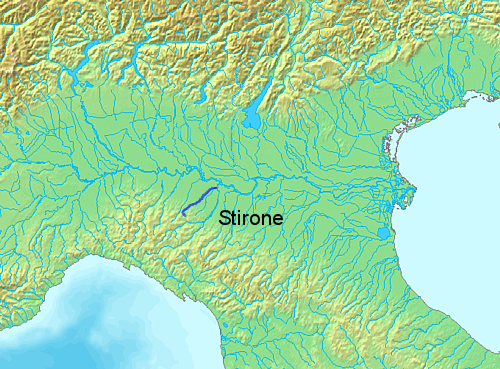
Las fósiles de Plesiobalaenoptera se han encontrado en la cuenca del río Stirone en Italia.

Plesiobalaenoptera era muy parecido en su apariencia a otros rorcuales, aunque tenía un rostro relativamente más ancho que otras ballenas. El género tenía varias características distintivas, en su mayoría observadas en la región del oído. Por ejemplo, el hueso periótico (el cual rodea al oído interno) tenía una sección central elevada y una proyección triangular en su frente. Como todas las ballenas, la bula timpánica, la cual rodea al oído medio, está agrandada y separada del hueso periótico. No obstante, su bula timpánica tenía una distintiva quilla alta. Adicionalmente, la abertura de la trompa de Eustaquio en el oído medio se encuentra en una posición elevada.

## Paleobiología

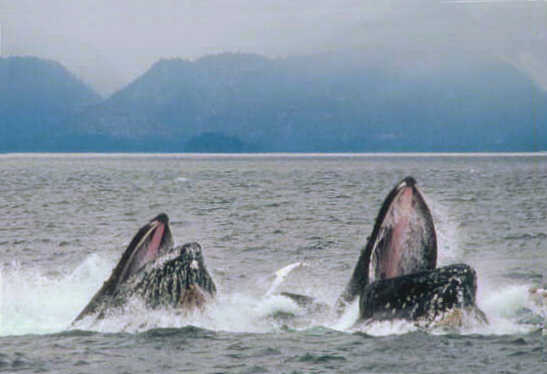
Ballenas jorobadas alimentándose por embestida.

A diferencia de los rorcuales actuales, Plesiobalaenoptera probablemente no era capaz de alimentarse por embestida. Al realizar este método de alimentación, las ballenas modernas nadan hacia su presa con las bocas abiertas y las atrapan con sus grandes gargantas expandibles. Plesiobalaenoptera tenía una fosa postcoronoide, un agujero en el hueso dentario en la mandíbula, la cual hubiera hecho muy difícil de realizar esta técnica.

## Clasificación
Plesiobalaenoptera está emparentado de cerca con Parabalaenoptera, que vivió a fines del Mioceno en California, en los Estados Unidos. Los dos forman un clado que es el taxón hermano del grupo corona de los balenoptéridos, el cual incluye al último ancestro común de los géneros modernos Balaenoptera y Megaptera, y todos sus descendientes.

## Taxonomy
La especie tipo es P. quarantellii. Sus fósiles se han encontrado en sedimentos del río Stirone en el norte de Italia (44°48′N 10°00′E / 44.8, 10.0, en las paleocoordenadas 43°54′N 10°30′E / 43.9, 10.5) que fueron depositados durante la etapa del Tortoniense, hace alrededor de 11 a 7 millones de años. Il presunto fossile megattera "Megaptera" hubachi, descritto da Dathe (1983) per uno scheletro del primo Pliocene del Cile, è ora riferito a Plesiobalaenoptera.